# Curtara subrufa
Curtara subrufa är en insektsart som beskrevs av Delong och Wolda 1982. Curtara subrufa ingår i släktet Curtara och familjen dvärgstritar. Inga underarter finns listade i Catalogue of Life.